# Мезе

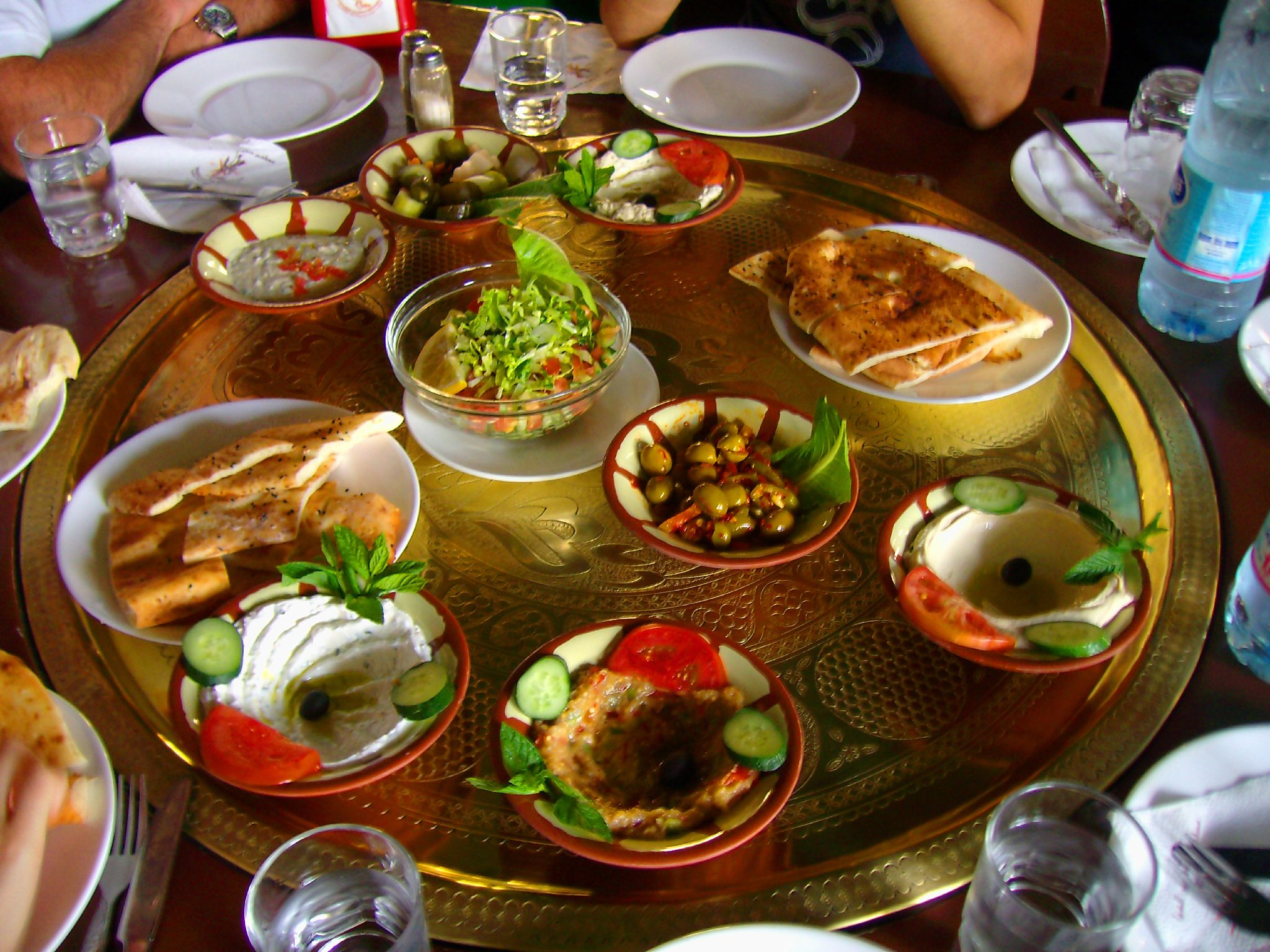
Тарелки с мезе в Иордании

Мезе́ или меззе́ (араб. مَزة‎, греч. μεζέ, азерб. məzə, алб. mezellëk, болг. мезе́, макед. ме́зе от тур. meze, изначально от перс. مَزّه‎ — «вкус, закуска») в Восточном Средиземноморье — это набор закусок или маленьких блюд, часто подаваемых с алкогольными напитками, такими как арак, узо, ракы, ракия или различными винами.
В ливанской кухне и в Кавказском регионе, особенно в кухне Армении и кухне Грузии, эти блюда сервируются как закуски, как часть более крупного блюда. В том случае, если мезе не сопровождается алкоголем, оно именуется араб. المقبلات‎ мукаббилат.

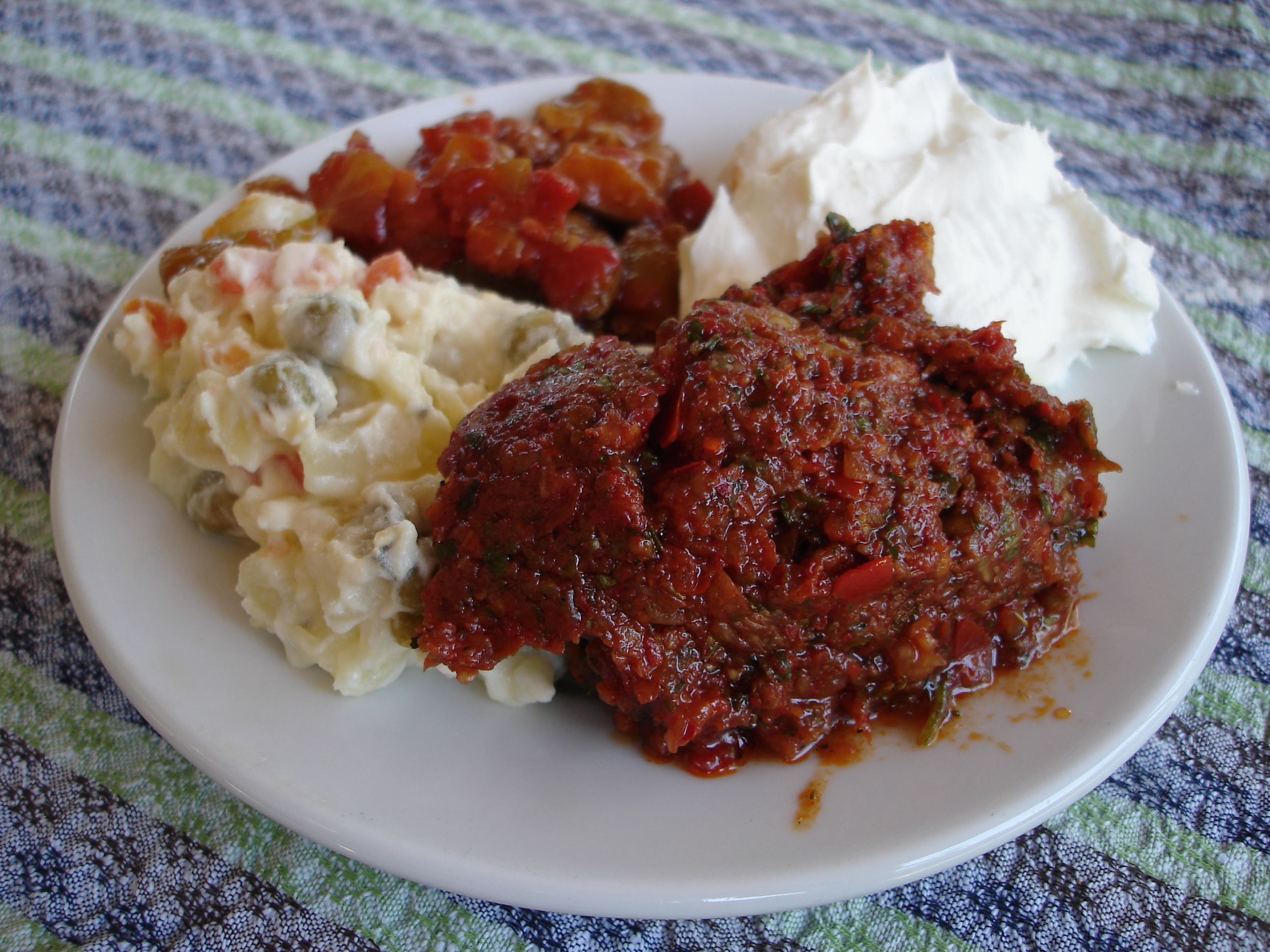
Турецкое мезе

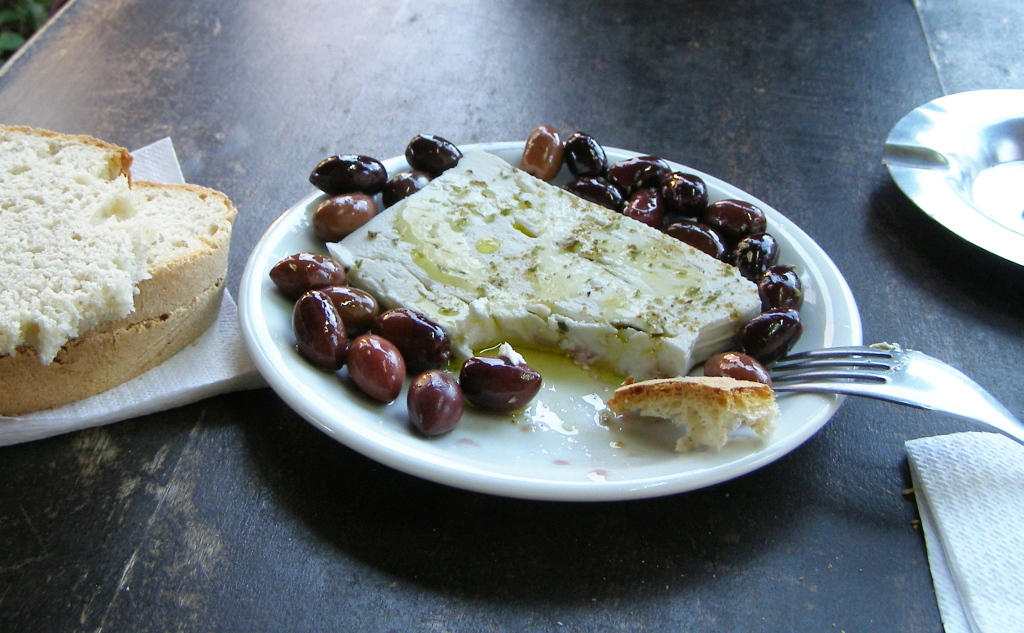
Греческое мезе: тарелка с сыром фета, приправленным оливковым маслом, и посыпанным орегано, сервированная с оливками и хлебом

В Турции мезе подаётся с раки (анисовый аперитив) в заведениях, называемых мейхан. Турецкое мезе часто состоит из белого сыра, дыни, острого перца с грецкими орехами, йогурта, холодного баклажанного салата, артишоков, долмы и мясных шариков.
В Греции, а также на Кипре, мезе — это небольшие блюда, горячие или холодные, часто посоленные. Нередко морепродукты подаются как мезе. Мезе, подаваемое в ресторанах, называется мезедеполион, сервируется с комплиментом, напитком, таким как узо.
В Ливане мезе является национальным блюдом. Существуют вегетарианские, мясные или рыбные мезе. Различные закуски подаются на тарелку несколько раз, обычно от пяти до десяти. Существует стандартная последовательность сервировки блюд; как правило, сначала подаются маслины, тахини, салаты и йогурты, затем блюда с овощами и яйцами. После этого небольшие мясные или рыбные блюда, и, наконец, подаются более существенные блюда, например, мясо на гриле. Различные заведения предлагают разнообразные блюда, со своими особенностями, но схема остаётся той же. Естественно, в разные времена года подаются различные блюда, например, в конце осени вместо мяса подаются улитки. Поскольку сервируется большое число блюд, то не ожидается, что каждое блюдо должно быть съедено полностью.
В Сербии мезе может включать в себя сыр, каймак (сметана), салями, подкопчёную ветчину, хлеб разных видов, в то время как в Боснии и Герцеговине обычно состоит из твёрдых и сливочных сыров, сметаны, сухо месо (высушенной посоленной копчёной говядины), рассола и суджука (сухих острых колбасок).
Албанская тарелка с мезе обычно состоит из прошутто (продырявленной ветчины), салями, рассольных сыров, сопровождаемых поджаренной паприкой и/или оливками.